# Jami kagan
Jami kagan ([𐰖𐰢𐰃:𐰴𐰍𐰣] Napaka: {{Jezik-xx}}: transliteration text not Latin script (pos $1) (pomoč), kitajsko: 啓民可汗, 啟民可汗/启民可汗; pinjin: Qǐmín Kěhàn; Wade–Giles: Ch'i-min K'o-han, kitajska izgovorjava: [kʰiei˥mi̯en˩ kʰɑ˥ɣɑn˩˥]) z osebnim imenom Ašina Rangan (kitajsko: 阿史那染幹/阿史那染干; pinjin: Āshǐnà rǎngān; Wade–Giles: A-shih-na jan-kan), vmes znan kot Tolis kagan (突利可汗, [𐱅𐰇𐰠𐰾𐰴𐰍𐰣] Napaka: {{Jezik-xx}}: transliteration text not Latin script (pos $1) (pomoč)) in kasneje kot El Ïduk Džamï(r) kagan (意利珍豆啟民可汗/意利珍豆启民可汗, Yìlì Zhēndòu Qǐmín Kěhàn) je bil prvi kagan Vzhodnega turškega kaganata. 

## Ozadje
Jami kagan je bil sin ali Bage kagana ali Išbare kagana. Bil je podrejen Tulan kaganu, ki je vladal vzhodnim plemenom. 
Leta 597 je v dinastijo Sui poslal veleposlanika in prosil cesarja za poroko s kitajsko princeso. Cesar Pei Ju je v tem videl priložnost in mu poroko pogojeval z umorom princese Čjandžin iz Tulan kaganovega klana. Princesa je bila umorjena in cesar je izpolnil svojo obljubo in poslal Jamiju za ženo princeso Anji (安义公主). 
Jamijevo ambiciozno obnašanje je povzročilo kaganov bes. Tulan je leta 597 in 599 zbral vojsko, ki je večkrat napadla Sui, vendar je Jami vsakokrat pravočasno obvestil cesarja, da bo napaden. Tulan je zato združil svoje sile, napadel Jamija in ga potem, ko so mu pobili brate in nečake, prisilil v beg na Kitajsko.  
Pozimi 599 ga je cesar Ven povzdignil v kagana Kiminov. Princesa Anji je medtem umrla in Jami se je poročil s princeso Jičeng. Cesar je naročil Žangsun Šengu, naj zgradi mesto Dali (大利 v sodobnem Hohhotu), da bi se tam nastanili Kimini. Tja je poslal tudi vojsko za njihovo zaščito. 
Tulana so medtem ubili njegovi možje. Leta 599/600 je njegov položaj prevzel Tardu in zahteval naslov Bilge kagana. 
Pozimi leta 601 je cesar Ven pooblastil Jang Suja, da na čelu cesarske vojske in s sodelovanjem Jami kagana napade Tardu (Zahodni turški kaganat). 

## Vladanje
Po Tardujevem porazu leta 603 je Tardu pobegnil v Tujuhun in Jamiju odprl pot na turški prestol, s čimer se je definitivno začela delitev na zahodni in vzhodni del kaganata. 
Spomladi 607 in ponovno poleti istega leta je Jami kagan odšel v Luojang na obisk k cesarju Jangu. Kaganovo izkazovanje pokornosti in zvestobe je povzročilo, da mu je cesar Jang podelil veliko časti in bogastva. Ko so višji uradniki Gao Džiong, Juven Bi (宇文弼) in Heruo Bi zasebno izrazili neodobravanje cesarjeve politike, je cesar Jang po odkritju njihove kritike vse tri usmrtil, Su Veja, ki ga je prav tako odvračal od dajanja pretiranih nagrad kaganu, pa je odstavil.
Spomladi 609 je Jami kagan ponovno obiskal cesarja Janga in bil nagrajen z velikim zakladom. Še isto leto je umrl zaradi bolezni. 

## Družina
Jami kagan je bil poročen s princeso Anji (安义公主) in po njeni smrti s princeso Jičeng (義成公主). Imel je tudi priležnico ali ženo Tujuhun. Z njimi je imel več otrok_
- Šibi kagana,
- Čuluo kagana,
- Ilig kagana,
- Jento šad (延陀設),[9]
- Čidži šad (叱吉設),[9] in
- Boru šad (步利設).[9]